# Palacio de los Momos
El palacio de los Momos de la ciudad de Zamora, España, es un edificio renacentista, aunque con una profusa decoración con elementos propios aún del gótico isabelino, como escudos, bolas, cadenas o motivos florales, zoomorfos y humanos. Su fachada fue declarada Monumento Nacional el 14 de noviembre de 1922.

## Historia

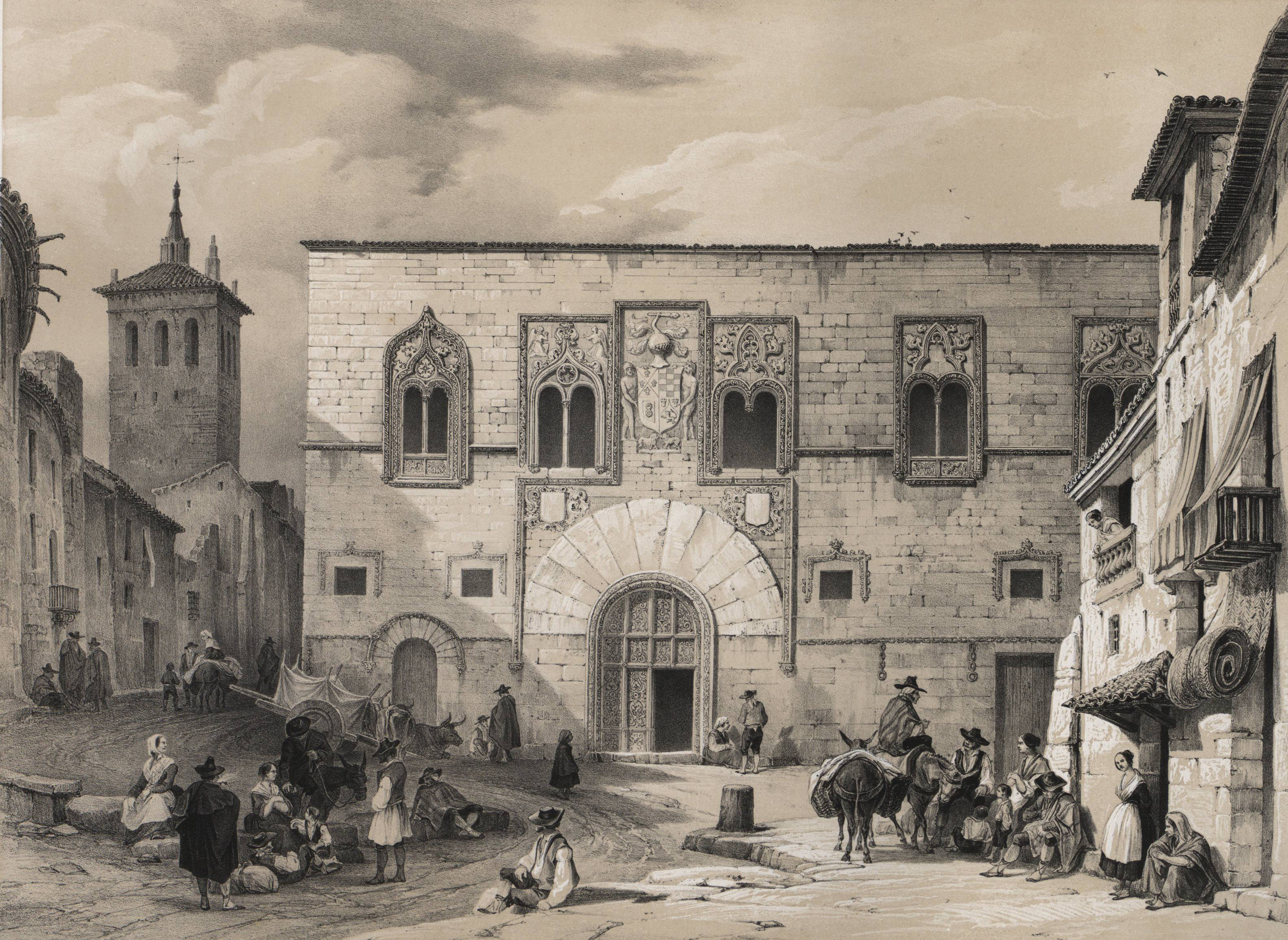
Vista de la fachada hacia 1844. Litografía a partir de dibujo de Genaro Pérez de Villaamil en la España artística y monumental.

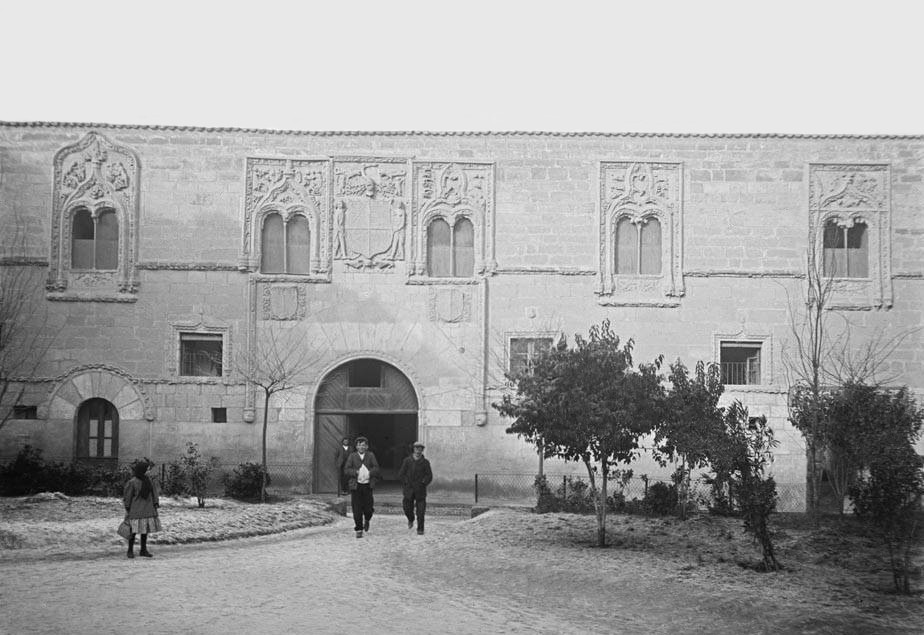
Aspecto de la fachada a finales del siglo o comienzos del, según una fotografía de Joaquim Morelló.

El edificio lo mandó levantar Pedro Rodríguez de Ledesma, comendador de Peñausende, caballero de la Orden de Santiago y regidor de Zamora, casado con Marina Herrera; el 12 de noviembre de 1495 ambos instituían mayorazgo en el que incluían las casas principales en que vivían los fundadores. Durante un tiempo se llamó Casa de los Sanabria. 
Fue usado como mesón y casa de arrieros y hubo un proyecto, en 1931, para haberlo convertido en hotel de lujo, pero no prosperó. En la actualidad alberga la Audiencia Provincial, por lo que es conocido también como Palacio de Justicia.

## Descripción
Del edificio original, edificado a finales del siglo XV o principios del siglo XVI, sólo se conserva la fachada, de la que falta además el remate, puesto que el resto se vino abajo en el reinado de Carlos II.
La fachada, hecha de piedra arenisca, que debía de estar levantada antes de 1495, tiene dos pisos, concentrándose las galas decorativas y el mayor número de ventanas en el superior. El bajo abre dos puertas, descentradas con respecto al eje; la principal, con arco de medio punto de grandes dovelas, adorna su perfil inferior con un baquetoncillo, flores y aspas, tal vez éstas por ser motivo heráldico del primer cuartel del escudo principal que corresponde, según Fernández Duro, a los apellidos Sanabria, cuyas armas son iguales a las usadas por los Rodríguez de Ledesma, Velasco, García de Herrera y Enríquez. Todo queda dentro de una chambrana quebrada que arranca más o menos de la altura de los salmeres del arco (las dovelas de los extremos, llamadas también dovelas basales). En las enjutas hay dos escudos lisos y en lo alto uno cartelado de grandes proporciones coronando la portada, sostenido por dos salvajes desnudos de diferente sexo.

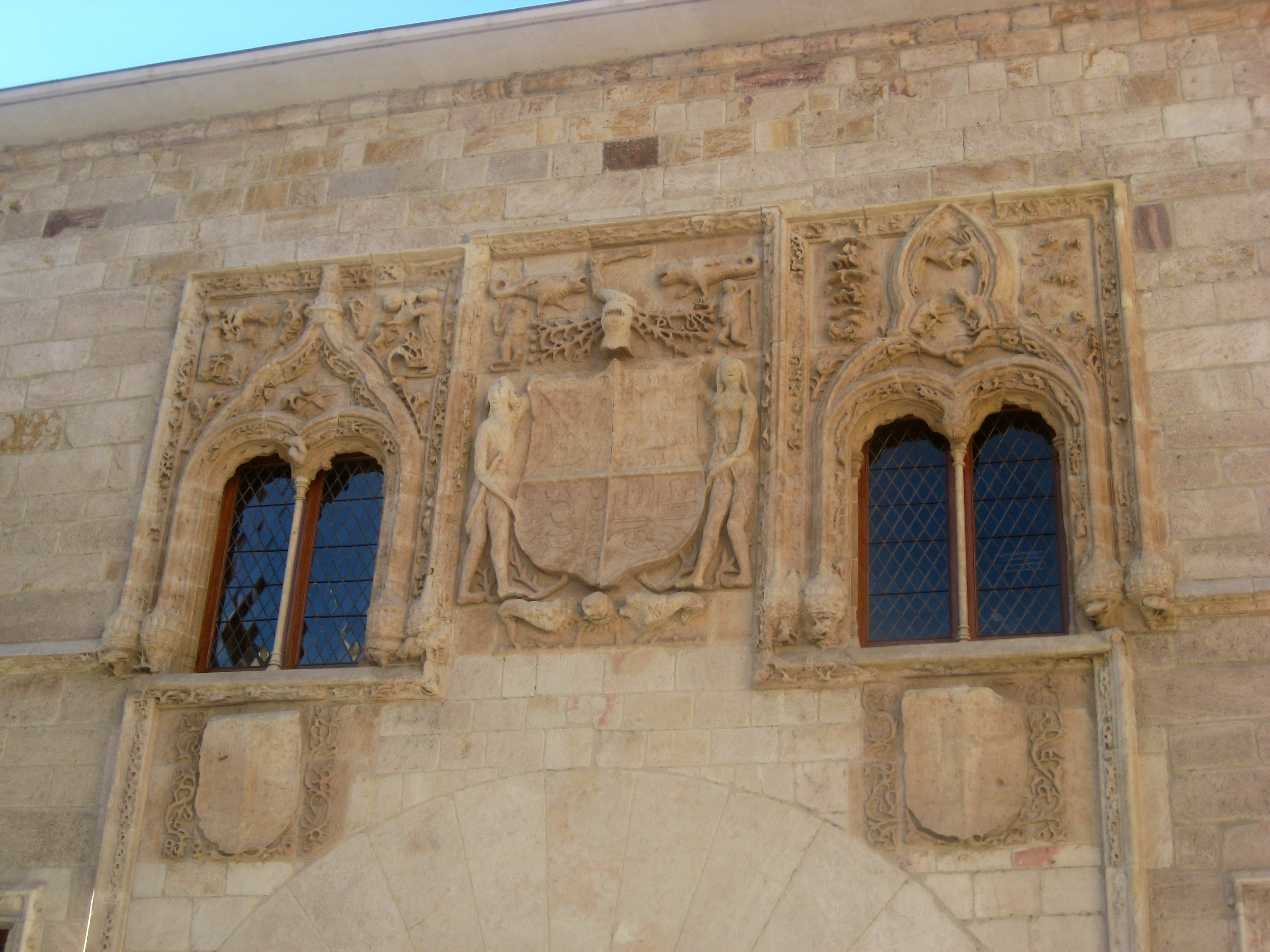
Detalle del coronamiento de la portada principal.

Las ventanas altas son casi todas iguales entre sí y todas ellas tienen mainel o parteluz, en el que apean los arquillos, que fueron lobulados y actualmente son gemelos de medio punto. De las cinco, cuatro quedan inscritas en una chambrana rectangular con cardinas y sólo la de la izquierda queda cobijada por uno finalizado en arco conopial; además de la hojarasca gótica que también aparece en las otras, luce sobre ellos unos niños luchando y dos torpes bustos en el pretil, de cuyo reborde superior nace una imposta que subdivide toda la fachada, siguiendo los gustos del gótico de los Reyes Católicos. Otros motivos ornamentales de estas ventanas son dragones y extraños animales. Las del cuerpo bajo son más sencillas. Tienen chambrana decorada con pomas o bolitas, y finalizado en conopio con venera en el centro, corriendo a todo lo largo por debajo una cadena labrada en la piedra que nace de las cabezas de león, no constando si es en virtud de algún privilegio concreto o si es mera decoración para subdividir la superficie, a lo que tan dados eran los decoradores hispano-flamencos.
La mediocridad de la traza y la escasa calidad de la labra hicieron que Manuel Gómez-Moreno considerara, quizá injustamente a pesar de todo, que fue declarado Monumento Nacional de manera un tanto inmerecida.